# Scotopteryx magna
Scotopteryx magna là một loài bướm đêm trong họ Geometridae.